# Eugène Doyen
Pour les articles homonymes, voir Doyen et Eugène Doyen (homme politique).
Eugène Louis Doyen, né le 16 décembre 1859 à Reims et mort le 21 novembre 1916 à Paris, est un chirurgien français de renommée internationale, cité par l'écrivain russe Mikhaïl Boulgakov, modèle du personnage de Cottard chez Marcel Proust, et vilipendé par Léon Daudet dans Les Morticoles sous les traits du Docteur Bradilin . On le considère comme l’un des rénovateurs de la chirurgie française de la fin du XIXe siècle malgré ses théories inexactes sur le cancer. Il est une figure mondaine, extrêmement controversée et solitaire de la chirurgie française, à l'écart des institutions académiques et de la Faculté de médecine. Auteur d'une œuvre considérable, il est l'inventeur de nombreux instruments chirurgicaux et promoteur de l'électrocoagulation. On lui doit de très importants perfectionnements dans la technique opératoire.

## Aperçu biographique
Il est le fils du médecin Octave Doyen, professeur à l'École de médecine et maire de Reims de 1881 à 1884 et d'Amélie Doublié son épouse. Il est interne des hôpitaux de Paris en 1881 et l'élève de Just Lucas-Championnière. Il prépare sa thèse consacrée au germe du choléra dans le laboratoire de l’Institut Pasteur auprès de Nocard.
Il est chargé du cours de pathologie externe et de médecine opératoire en mars 1888 à Reims puis nommé professeur suppléant de clinique externe en juillet de la même année. Il est un adepte fervent de l’asepsie, et fonde un petit laboratoire de bactériologie dans la rue Cotta à Reims. Partageant son activité entre Reims et Paris, il s'installe définitivement dans la capitale en 1896. Sa dextérité et sa rapidité d'exécution opératoire font sa réputation.

### Les théories douteuses de la cause et du traitement du cancer

Archives de Doyen. Revue médico-chirurgicale illustrée.

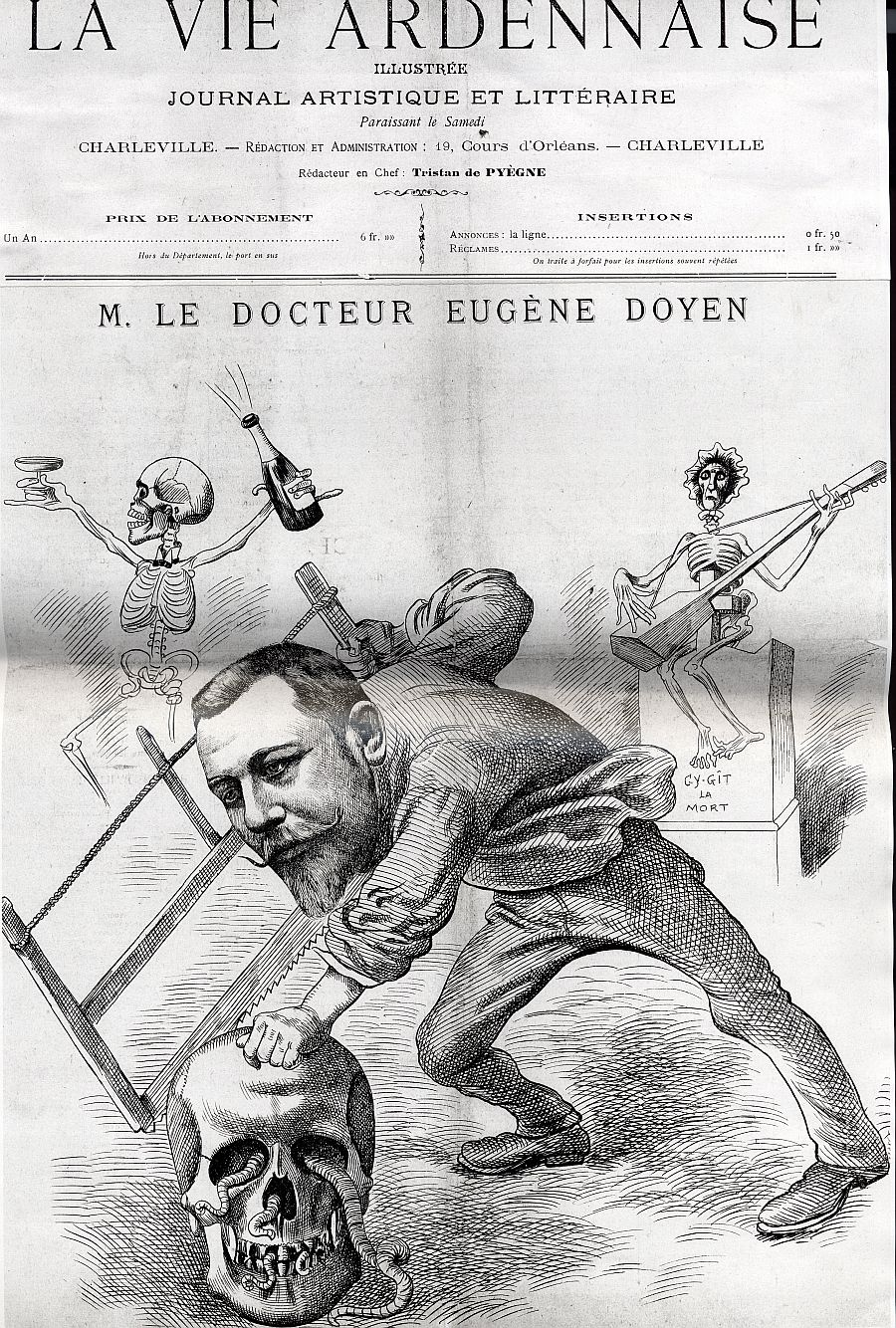
Caricature du docteur Eugène Doyen, in : La Vie ardennaise.

À partir de 1888, il s’engage dans des expériences controversées d'immunisation contre le cancer. En 1891, éclate l'« affaire Doyen » dite de la « greffe cancéreuse » (révélée par Victor André Cornil) qui fait scandale dans les journaux. Il est accusé d'avoir « greffé » dans le sein indemne un fragment tumoral prélevé dans le sein malade, chez deux femmes. Une enquête judiciaire est ouverte mais restée sans suite, faute de preuves. Ces travaux l'éloignent de la Faculté et l'isolent dans ses recherches.
Il croit plus tard découvrir le germe en cause dans les cancers et utilise des sérums et un vaccin censé permettre la rémission de certaines tumeurs. Pourtant, un renom mondial lui permet de proposer de très lucratifs traitements. Il fait notamment la connaissance du milliardaire Georges Crocker dont la femme est atteinte d'un cancer incurable. D'exorbitants honoraires sont exigés par Doyen avant l’échec du traitement. Définitivement discrédité aux yeux de la communauté académique et pour bon nombre de ses confrères, il perd la possibilité d'enseigner. Il est cependant l'auteur de très nombreuses publications médico-chirurgicales. Il sera rédacteur en chef de la Revue Critique de Médecine et de Chirurgie à partir de 1899, puis le directeur (et presque le seul rédacteur) des « Archives de Doyen: revue médico-chirurgicale illustrée » entre 1910 et 1912.

### Le cinéma à but pédagogique
Son intérêt pour l'image le mène à son utilisation dans le cadre de la pédagogie médicale. Des coupes anatomiques photographiées sont publiées dans un atlas étonnamment moderne. Des milliers de clichés photographiques en couleurs ont été perdus lors des bombardements de Paris en 1944. Dès 1898, il est l'auteur avec Clément Maurice d'une soixantaine de séquences cinématographiques d'enregistrement de ses interventions chirurgicales,, invente un nouvel obturateur et met au point une caméra stéréoscopique en 1913, avec son mécanicien Auguste Hulin. Il fait du cinématographe naissant un instrument pour enseigner la chirurgie. On lui doit en particulier un film sur la séparation des sœurs xiphopages Radica et Doodica Neik en 1902. Cependant, à l'initiative vraisemblable de son caméraman Ambroise-François Parnaland, une copie de ce film sera projetée dans des fêtes foraines sans son accord, ce qui contribue encore à son discrédit parmi ses confrères.
Il est également connu pour son apport à la balistique médico-légale (notamment par l'étude des vitesses de projectiles par photographie et  cinématographie), en collaboration avec Gustave Eiffel. Il prendra la défense du zouave Deschamps contre la pratique du « torpillage » des poilus, prôné par Clovis Vincent, lors de la Grande Guerre.

### Un chirurgien mondain à la vie tumultueuse

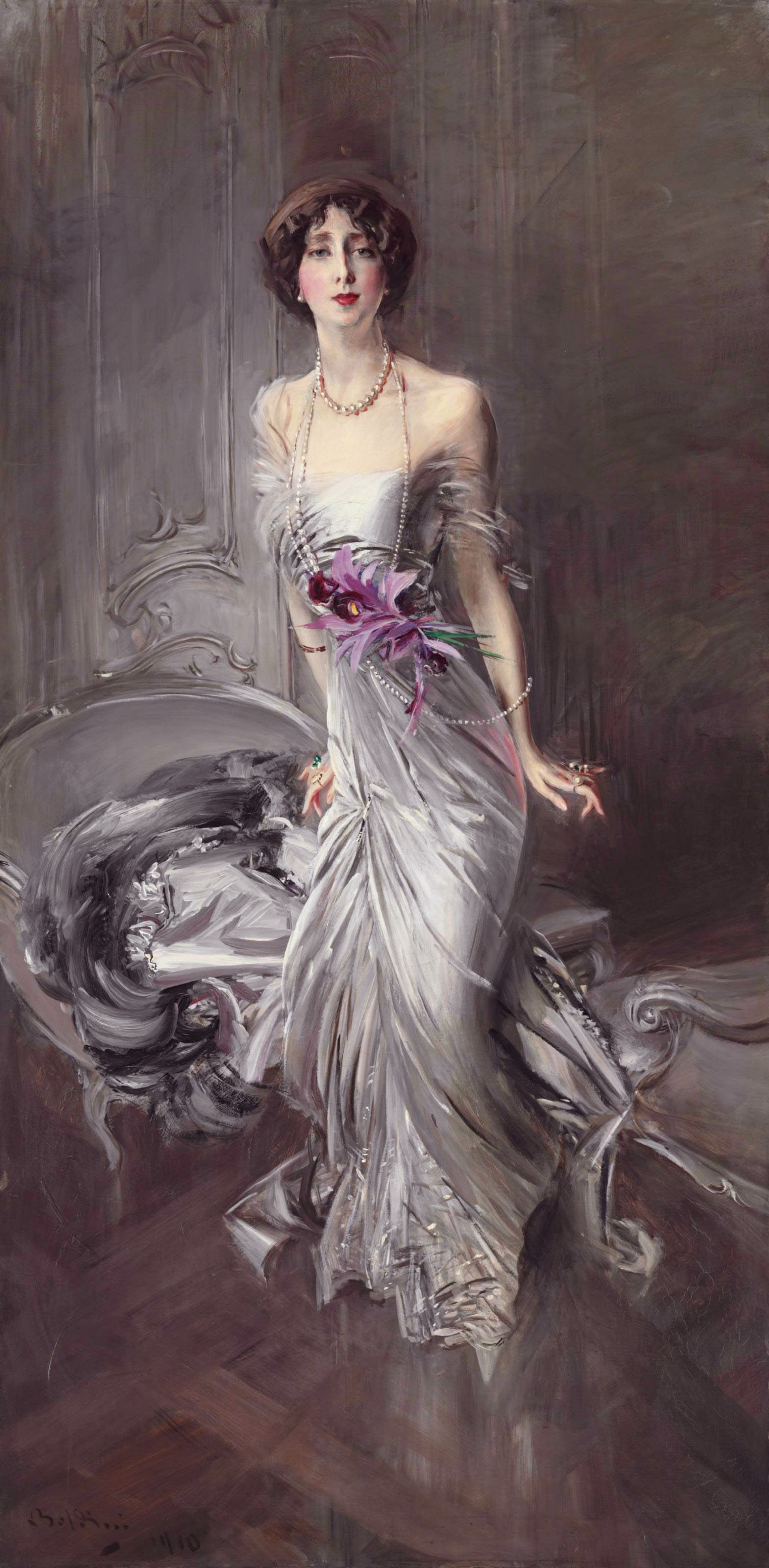
Giovanni Boldini, Portrait de Madame Doyen, 1910.

On lui reproche de fréquenter le grand monde et la haute aristocratie ; il devient l'ami du prince Albert Ier de Monaco. Il n'hésite pas à afficher ses relations féminines dans le monde théâtral. Après un divorce orageux, son remariage avec une actrice en 1907, à l'âge de 48 ans, fait scandale. Propriétaire d'un domaine viticole en Champagne, il lance sa propre marque: le « Champagne Doyen ». Franc-maçon et libre penseur, il présente sa candidature à la députation aux côtés du Parti Républicain.
Grâce à sa clientèle fortunée, il fonde l'Institut Doyen en 1896 (situé 8 rue Duret) et une clinique privée, située rue Piccini dans le 16e arrondissement de Paris, très bien équipée et comportant 160 lits. Mais il est également à l'origine de l'ouverture de plusieurs dispensaires.
« Le Dr Doyen apparaissait sous trois aspects, différents selon son humeur : du chirurgien à la mode, du chemineau sur la route, ou du lion traqué. Cet homme qui eut son génie dans sa main et des éclairs de sensibilité brutale, n’avait aucun bon sens, aucune logique, ni aucun sentiment des valeurs. En littérature, histoire, philosophie, il était non seulement ignorant, mais inéducable et fermé. En politique, il se bornait à cette formule, qu’il répétait avec un léger zézaiement : « J’collerais c’type-là au mur tout simplement, moi ». En médecine, il faisait suivre une vue ingénieuse et hardie d’une énorme bourde, affirmée péremptoirement, il traitait de vieille bête un Potain, ou prônait une panacée universelle, un truc à guérir les boutons, la colique et la pneumonie, sans compter la gravelle et le diabète. Habitué, par la servilité des malades et de ses auxiliaires, à n’être jamais contredit, il tenait à ses « inventions » comme à ses petits boyaux et il se butait dans ses erreurs ainsi que le pivert dans l’écorce. Il y avait en lui du paysan, du serrurier roublard et un fond d’innocence, de gosserie, bien curieux. Je le croyais intempestif et gaffeur, mais valant mieux que sa réputation et capable de mouvements généreux, comme de démarches tout à fait absurdes. C’était une énergie, sans aucun doute, une énergie qui eût dû être guidée et accepter d’être guidée, pour ne pas s’égarer en maladresses, faux-pas, absurdités de toute espèce. Il eût fallu un mentor ou un dompteur à Doyen, mais il se croyait tellement épatant, le pauvre, qu’il n’accepta jamais de mentor. Il n’est pas le seul de son espèce. Physiquement, Doyen possédait une tête solide, aux yeux bleus étonnés ou inquiets, aux cheveux blonds grisonnants, et une musculature d’athlète. C’était un nerveux d’apparence placide, un jaguar dans la cage de la civilisation, en un mot une riche nature avec de pauvres moyens d’expression. » Léon Daudet
Il inspire le personnage du docteur Cottard dans À la recherche du temps perdu de Marcel Proust. En 1884, il épouse Lucie Drumel (1863-1938) à Tagnon (Ardennes), puis l'actrice Andrée Marconnier à Paris, en 1907. Il est le père du médecin Robert Doyen. Eugène Doyen repose au cimetière du Père-Lachaise (89e division), mais sa première épouse et ses enfants sont inhumés à Tagnon.
En juillet 1915, il présente aux commissions de l'armée du Sénat et à l'Assemblée ses « observations » pour réformer en urgence la médecine militaire, attaquant avec une violence remarquable les pratiques des dirigeants d'alors de la médecine militaire, qu'il accuse d'avoir causé par incompétence la mort de milliers de soldats blessés qui auraient être sauvés ou auraient pu éviter des amputations. Par exemple il s'en prend au docteur Delorme qui soutenait que les blessures par balle étaient par nature aseptiques, et ne devaient donc pas être désinfectées, mais seulement bandées à sec, doctrine fausse qui a selon lui  causé des ravages. cf. dernière publication ci-dessous.

## Œuvres et publications

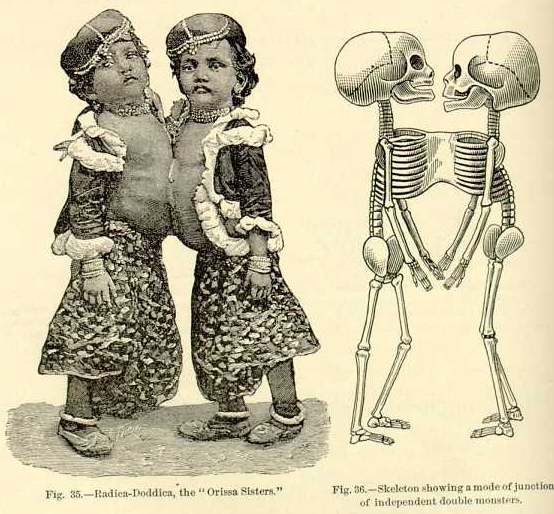
Les sœurs siamoises xiphopages Radica et Doodica, natives des Indes, avant l'intervention chirurgicale d'Eugène Doyen le 9 février 1902, filmée par Clément-Maurice.

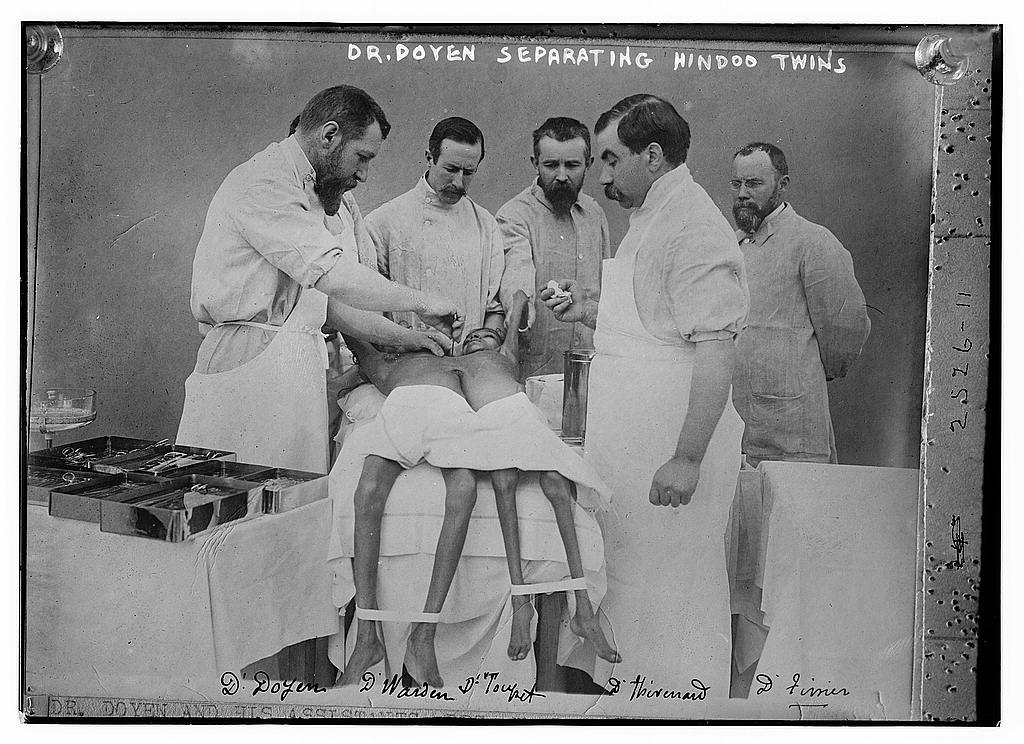
Le Dr Doyen, séparant les sœurs Radica et Doodica, le 9 février 1902.

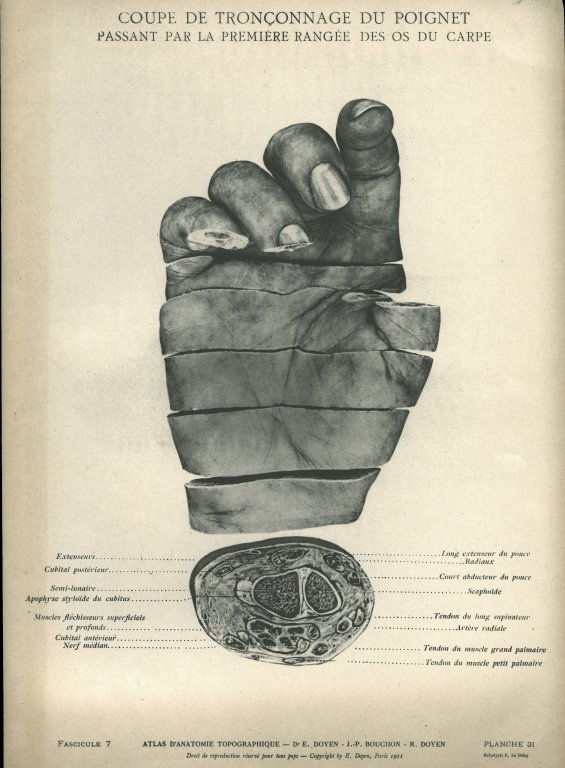
« Coupe de tronçonnage du poignet, passant par la première rangée des os du carpe », in : Atlas d'anatomie topographique.

- Des altérations du système lymphatique ganglionnaire chez les enfants atteints de syphilis héréditaire, Asselin (Paris), 1883, Texte intégral.
- Le traitement antiseptique des plaies chirurgicales et le pansement à l'iodoforme dans les cliniques allemandes (comporte la description des salles d'opération et de certains habits), in : Revue de Chirurgie, 1884, p. 47-55.
- Recherches anatomiques et expérimentales sur le choléra épidémique, [thèse de médecine de Paris no 331], Masson (Paris), 1885, Texte intégral.
- « Quelques opérations sur le foie et les voies biliaires », in : Archives provinciales de chirurgie [Tiré à part], 1892, Texte intégral.
- « Contribution à l'étude de la chirurgie de l'estomac et de l'intestin », in : Archives provinciales de chirurgie [Tiré à part], 1892, Texte intégral.
- « Traitement chirurgical des affections inflammatoires et néoplasiques de l'utérus et de ses annexes. Deux procédés inédits d'hystérectomie abdominale et vaginale. La castration totale par le vagin », [Tiré à part] Archives provinciales de chirurgie, 1er décembre 1892, Texte intégral.
- Traitement de la blennorrhagie par l'irrigation antiseptique discontinue, Rueff (Paris), 1894.
- Traitement chirurgical des affections de l'estomac et du duodénum, Rueff et Cie (Paris), 1895, Texte intégral.
- « Résection partielle du sternum, des clavicules, et des premières côtes, pour néoplasme malin » [Tiré à part], in : Archives provinciales de chirurgie, 1892, Texte intégral.
- « L'extirpation du ganglion de Gasser » [Tiré à part], in : Archives provinciales de chirurgie, Texte intégral.
- « Traitement des suppurations pelviennes » [Tiré à part], in : Archives provinciales de chirurgie, no 10, p. 565–638, Texte intégral.
- Congrès de gynécologie de Genève, 1896, E. Bugg (Reims), 1896, Texte intégral.
- Maisonneuve, Institut International de bibliographie scientifique (Paris), 1897, Texte intégral.
- « Sur l'angiotripsie, lettre ouverte à M. Tuffier », Maretheux (Paris), 1898, [Tiré à part] Revue de gynécologie et de chirurgie abdominale, 10 octobre 1898, Texte intégral.
- « Le cinématographe et l'enseignement de la chirurgie », in : La science française, 27 octobre 1899, no 248, p. 145-149, lire en ligne sur Gallica.
- Titres scientifiques du Dr E. Doyen, Paris, 1899, Texte intégral.
- Le micrococcus neoformans et les néoplasmes, C. Reinwald (Paris), 1903, Texte intégral.
- Étiologie et traitement du cancer, A. Maloine (Paris), 1904, Texte intégral et lire en ligne sur Gallica.
- Le cas des xiphopages hindoues Radica et Doodica, Imp. de la Bourse de Commerce (Paris), 1904, Texte intégral.
- Le malade et le médecin,[Préface de M. Jules Lemaître], Librairie Universelle (Paris), 1906, Texte intégral.
- Le traitement des infections staphylococciques. Le protéol, [Communication au XVe Congrès International de Médecine. Lisbonne, avril 1906], Texte intégral.
- Traité de thérapeutique chirurgicale et de technique opératoire, A. Maloine (Paris), 5 volumes, 1908-1913, et traduction anglaise par H. Spencer-Browne: « Surgical therapeutics and operative technique », Baillière, Tindall & Cox (Londres), 1917, Texte intégral

1. Tome premier,A. Maloine (Paris), 1908, Texte intégral
2. Tome deuxième, A. Maloine (Paris), 1908, Texte intégral
3. Tome troisième, A. Maloine (Paris), 1908, Texte intégral
4. Tome quatrième, A. Maloine (Paris), 1912, Texte intégral
5. Tome cinquième,[avec la collaboration de R. Doyen], A. Maloine (Paris), 1913, Texte intégral

- Opérations sur la tête, A. Maloine (Paris), 1909.
- « Sur la destruction des tumeurs cancéreuses accessibles: par la méthode de la voltaïsation bipolaire et de l’électro-coagulation thermique », in : Arch Elec Med, 1909, vol. 17, p. 791-795.
- Traitement des maladies infectieuses par la mycolysine et la staphylase, Imp. G. Bureau (Paris) , 1909 (circa), Texte intégral.
- Le cancer, Maloine (Paris), 1909, Texte intégral.
- « Archives de Doyen. Revue médico-chirurgicale illustrée », 15 volumes, A. Maloine (Paris), 1910-1912, Texte intégral.
- « Traitement local des cancers accessibles par l'action de la chaleur de 55° » [Congrès de physicothérapie, Paris, 29 mars 1910], Typ. Renouard (Paris), 1910, Texte intégral.
- L'enseignement de la technique opératoire par les projections animées, Société générale des cinématographes Éclipse (Paris), 1911 (circa), Texte intégral.
- Thérapeutique curative et préventive par les colloïdes phagogènes, Maloine (Paris), 1911, Texte intégral.
- Nouveau traitement des maladies infectieuses. L'immunité en six leçons, A. Maloine et E. Flammarion (Paris), 1911, Texte intégral.
- « Une nouvelle méthode expérimentale. Formule et graphiques de l'immunisation », in : La Nouvelle Revue, 1912, 1er juillet, p. 1–18, Texte intégral.
- « Chirurgie des malformations congénitales ou acquises du cœur », in : La Presse médicale, 1913, vol. 21, p. 860.
- « L'émotion chez le chirurgien », in : Je sais tout, [1914], 15 mars, no 110, p. 357–76, Texte intégral.
- « Le service de santé de notre armée. Les réformes urgentes ». [Observations présentées le 7 juillet 1915 à la Commission de l'armée du Sénat et à la Commission d'hygiène de la Chambre des Députés], Marétheux (Paris)[1915], Texte intégral.

En collaboration
- avec G. Roussel et de A. Millot: Atlas de microbiologie, [avec la collaboration de MM. E. Chazaren et F. Rothier], Rueff et Cie (Paris), 1897, Texte intégral.
- avec le docteur G. Roussel et de A. Millot : Technique chirurgicale, Masson (Paris), 1897, Texte intégral.
- avec  Fernand Hauser : L'affaire Jeanne Wéber. L'ogresse et les experts, Libr. Universelle, 1908, Texte intégral.
- avec J.P. Bouchon : Atlas d'anatomie topographique, 12 fascicules en 3 vol., Maloine (Paris), 1911., texte intégral.

## Éponymie

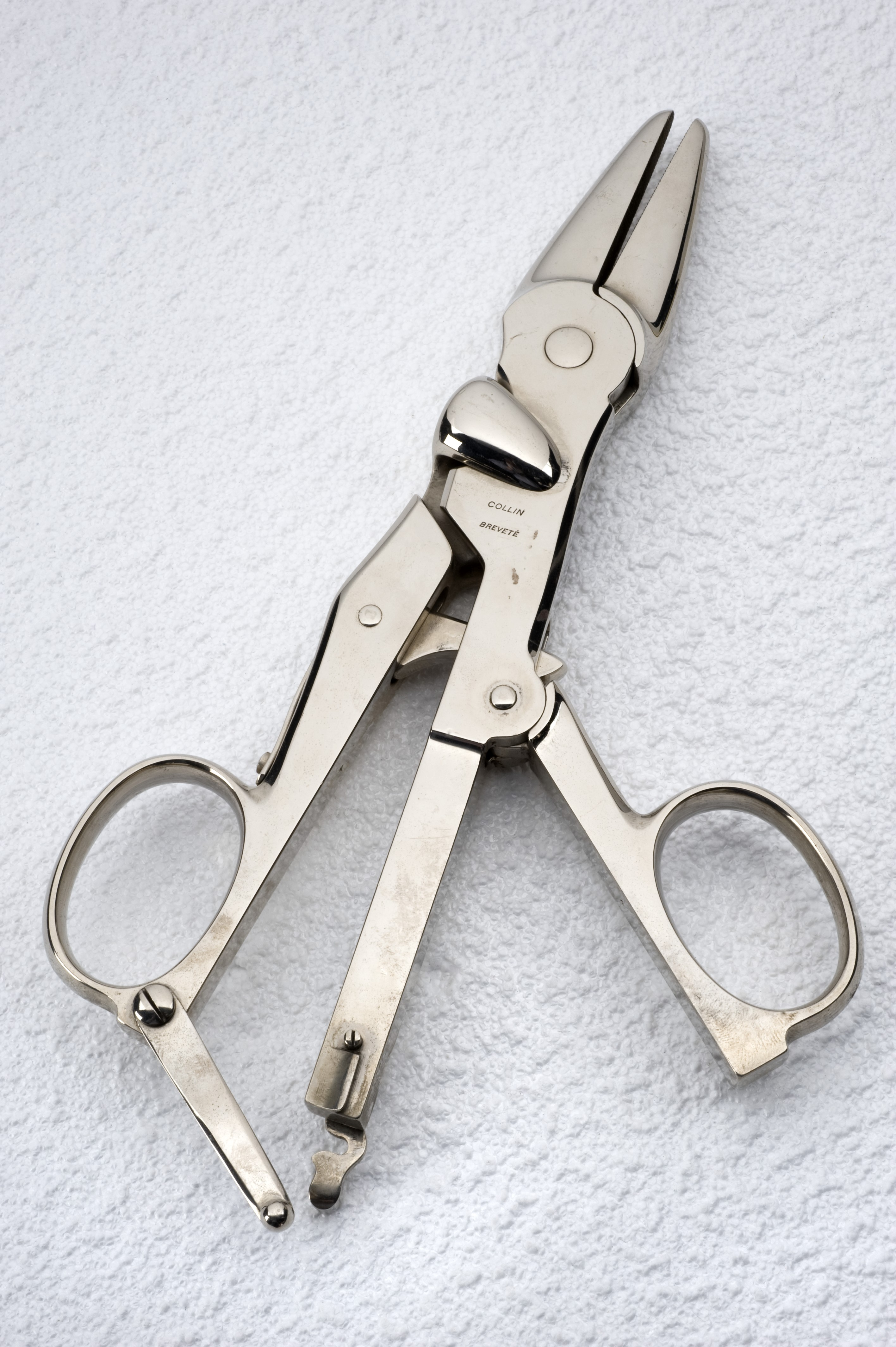
Pince clamp de type Doyen, encore utilisée dans l'hystérectomie.

- pince clamp de Doyen
- aiguille de Doyen[27] : aiguille à suture, à chas triangulaire pour arrêter le fil.
- ouvre-bouche de Doyen[28]
- trépan de Doyen
- rugine costale de Doyen[29]
- écarteur de Doyen
- maillet de Doyen
- porte-aiguille de Doyen[30]
- abaisse-langue de Doyen
- lit de Doyen : ancêtre de la table d'opération moderne.
- Valve de Doyen : « Valve courbe réclinant et protégeant la vessie pendant une laparotomie basse, comme la césarienne[31] »

## Bibliographie

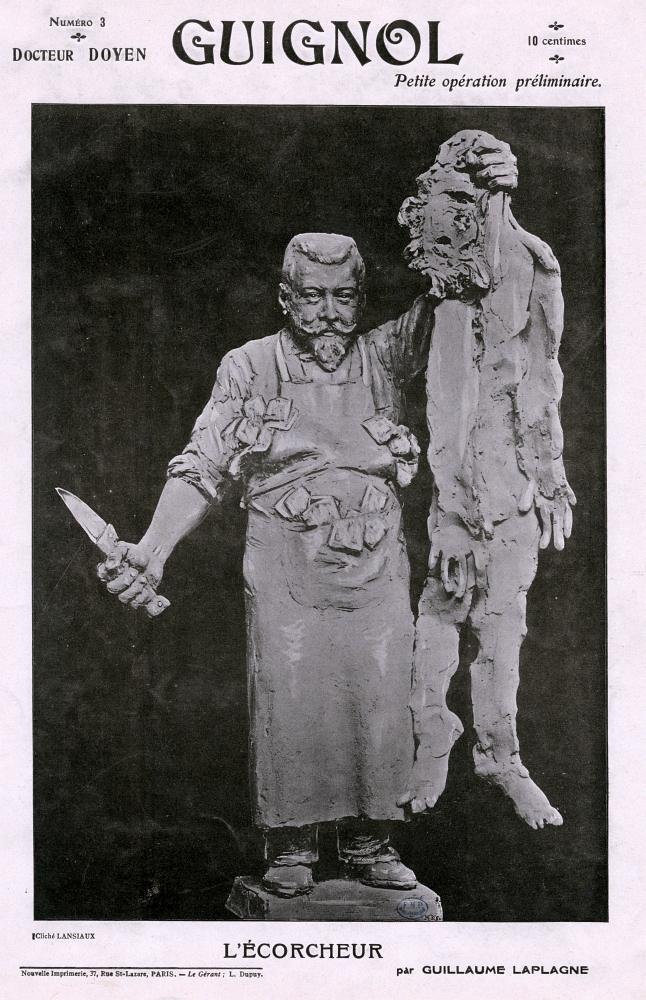
« L'écorcheur : docteur Doyen », in : Guignol, sculpture par Guillaume Laplagne, photographie de Lansiaux.